# Michal Peprník
Michal Peprník (Kroměříž, 9 gennaio 1960) è un insegnante, critico letterario e scrittore ceco.
Doc., PhDr. Michal Peprník, M.Phil., Dr. è un americanista ceco importante e il professore della letteratura americana  all´Università Palacký di Olomouc. Attualmente è il direttore della sezione letteraria al Dipartimento degli studi inglesi e americani e il segretario dell´Associazione ceca e slovacca degli studi americani (The Czech and Slovak Association for American Studies).

Si è abilitato nel 2003 e si interessa soprattutto della letteratura dell XIX secolo, il postmodernismo statunitense, la letteratura fantastica e la letteratura ceca tradotta all´inglese. Negli anni 1992 e 1993 ha lavorato come lettore della letteratura ceca al Dipartimento degli studi slavi all´Università di Glasgow. Si occupa particolarmente dei romanzi dello scrittore statunitense   James F. Cooper.

## Monografie, libri
- Motiv metamorfózy v díle Jamese Hogga, R. L. Stevensona a George MacDonalda (1995)
- Směry literární interpretace XX.století/texty, komentáře (2000, 2005)
- Metamorfóza jako kulturní metafora [Metamorphosis as a Cultural Metaphor] (2003) ISBN 80-244-0678-0
- Topos lesa v americké literatuře (2005) ISBN 80-7294-153-4

## Studi critici
- Literature as a Political Tool? (2003)
- The Place of the Other: the Dark Forest (2003)
- Fenomén Bercovitch aneb jak dobý(í)t Ameriku (2003
- Democratic Ideals in American Popular Culture and Literature (2004)
- Podstatný hybrid (2004)
- Z Krvavé komnaty k Černé Venuši (recenze, 2004)
- Moravian Origins of J.F. Cooper's Indians (2004)
- Cooper's Indians: Typology and Function (2005
- Cesta amerického románu k romantickým asociacím a mýtu (2007)
- Henry James jako literární kritik (2008)
- The affinity with the North American Indian in Czech literary discourse on the democratic roots of Czech national culture (2008)